# Unió Esportiva Vilassar de Mar
La Unió Esportiva Vilassar de Mar és una societat orientada al foment de l'esport en l'àmbit d'aquesta localitat maresmenca i que té el futbol com la modalitat esportiva més representativa. El club va ser fundat el 1923.
L'Himne que el representa va ser compost per Lali Vinaixa i Planas.

## Antecedents històrics

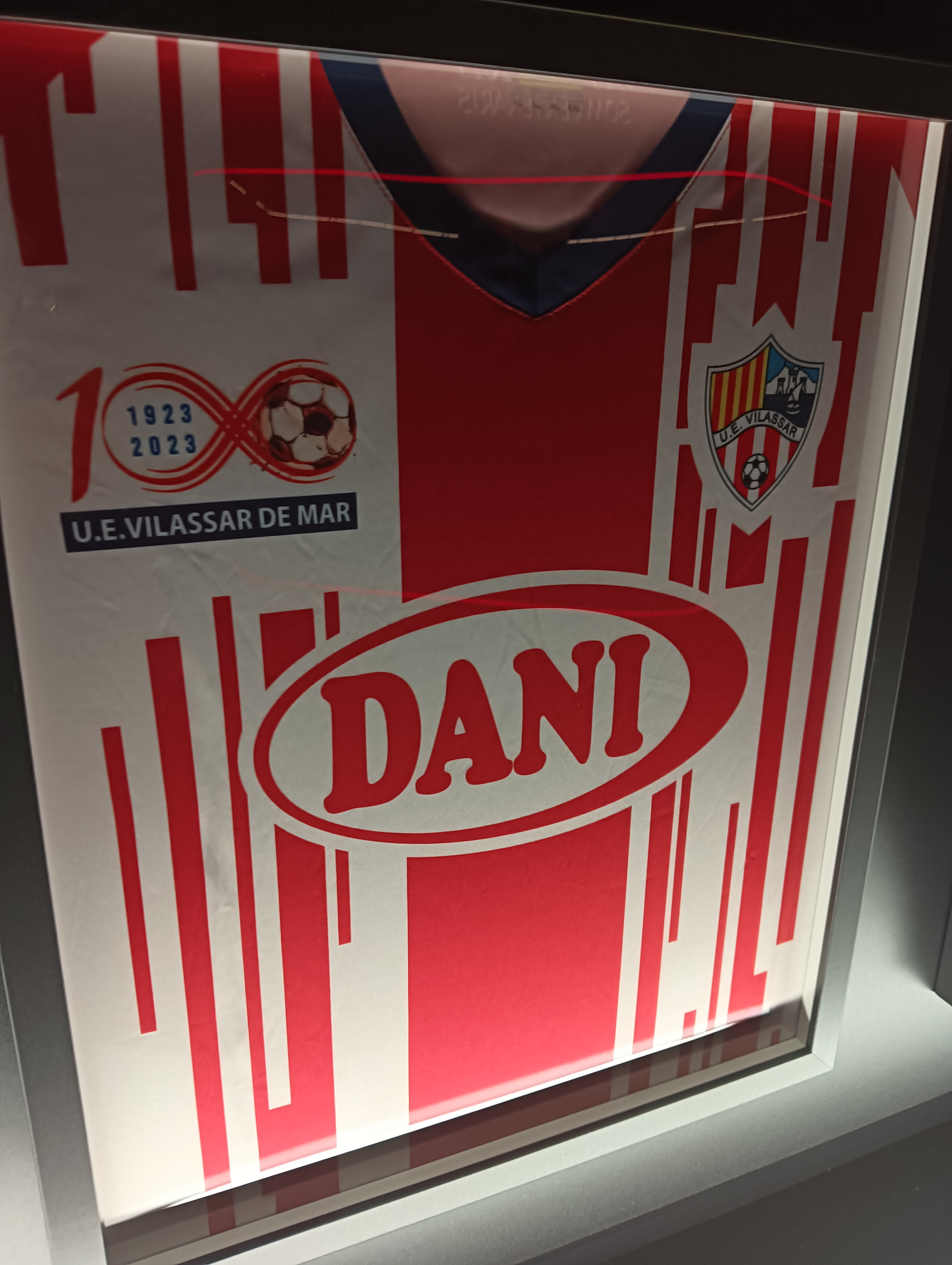
Samareta UE Vilassar.

L'esport del futbol apareix a Vilassar de Mar cap a l'any 1910 amb la fundació dels dos primers clubs: El Vilassar Football Club i el Football Club Llevantí. Uns anys després (1915) el Llevantí desapareix i es transforma en el Ràcing FC de Vilassar. Els dos clubs de futbol de la localitat es van dissoldre només uns anys després.
Finalment el 6 de juny de 1923 es funda l'actual Unió Esportiva Vilassar de Mar que va tenir com a primer president el senyor Joaquim Carreras.

## Història
Des del seu naixement fins al final de la dècada dels noranta la Unió Esportiva Vilassar de Mar va militar en categories regionals i territorials. L'any 1946 es va inaugurar el camp de la carretera d'Argentona coincidint amb la Festa Major. Aquest nou camp substituïa a l'antic de l'avinguda de Montevideo, que havia quedat malmès amb la Guerra Civil.
L'any 1971 el club es traslladà a un altre camp, el del Camí del Mig, on jugà durant més de vint anys.
L'any 1991 la Unió Esportiva Vilassar es va enfrontar al Futbol Club Barcelona en el partit inaugural del nou estadi municipal de gespa artificial que després seria batejat amb el nom de L'Estadi Municipal Xevi Ramon
L'ascens a Tercera Divisió es produí la temporada 1996/97, però només dos anys després, a la 1998/99, qüestions administratives varen fer que el club perdés la categoria, atès que era el filial de l'Espanyol B el qualhavia baixat a Tercera i ambdós no podien coincidir. Però només un any després, en la temporada 1999/2000, el club tornava a recuperar el seu lloc a Tercera. En les últimes temporades la junta directiva, ha plantejat als socis la conversió en una Fundació Esportiva.

## Temporades
Fins a l'any 2019-20 el club ha militat 14 vegades a Tercera Divisió, 14 a Primera Catalana i 2 a Preferent Territorial.
- 1992-93: 1a Div. Catalana 17è
- 1993-94: 1a Div. Catalana 14è
- 1994-95: 1a Div. Catalana 5è
- 1995-96: 1a Div. Catalana 3r
- 1996-97: 3a Divisió 13è
- 1997-98: 3a Divisió 11è
- 1998-99: 3a Divisió 14è
- 1999-00: 1a Div. Catalana 3r
- 2000-01: 3a Divisió 6è
- 2001-02: 3a Divisió 8è
- 2002-03: 3a Divisió 8è
- 2003-04: 3a Divisió 16è
- 2004-05: 3a Divisió 18è
- 2005-06: 1a Div. Catalana 9è
- 2006-07: 1a Div. Catalana 9è
- 2007-08: 1a Div. Catalana 11è
- 2008-09: 1a Div. Catalana 8è
- 2009-10: 1a Div. Catalana 17è
- 2010-11: 1a Div. Catalana 7è
- 2011-12 1a Catalana grup 1 2n
- 2012-13: 3a Divisió 14è
- 2013-14: 3a Divisió 17è
- 2014-15: 3a Divisió 20è
- 2015-16: 1a Catalana grup 1 1r
- 2016-17: 3a Divisió 10è
- 2017-18: 3a Divisió 20è
- 2018-19: 1a Catalana grup 1 1r
- 2019-20: 3a Divisió 8è